# Pretschistenka

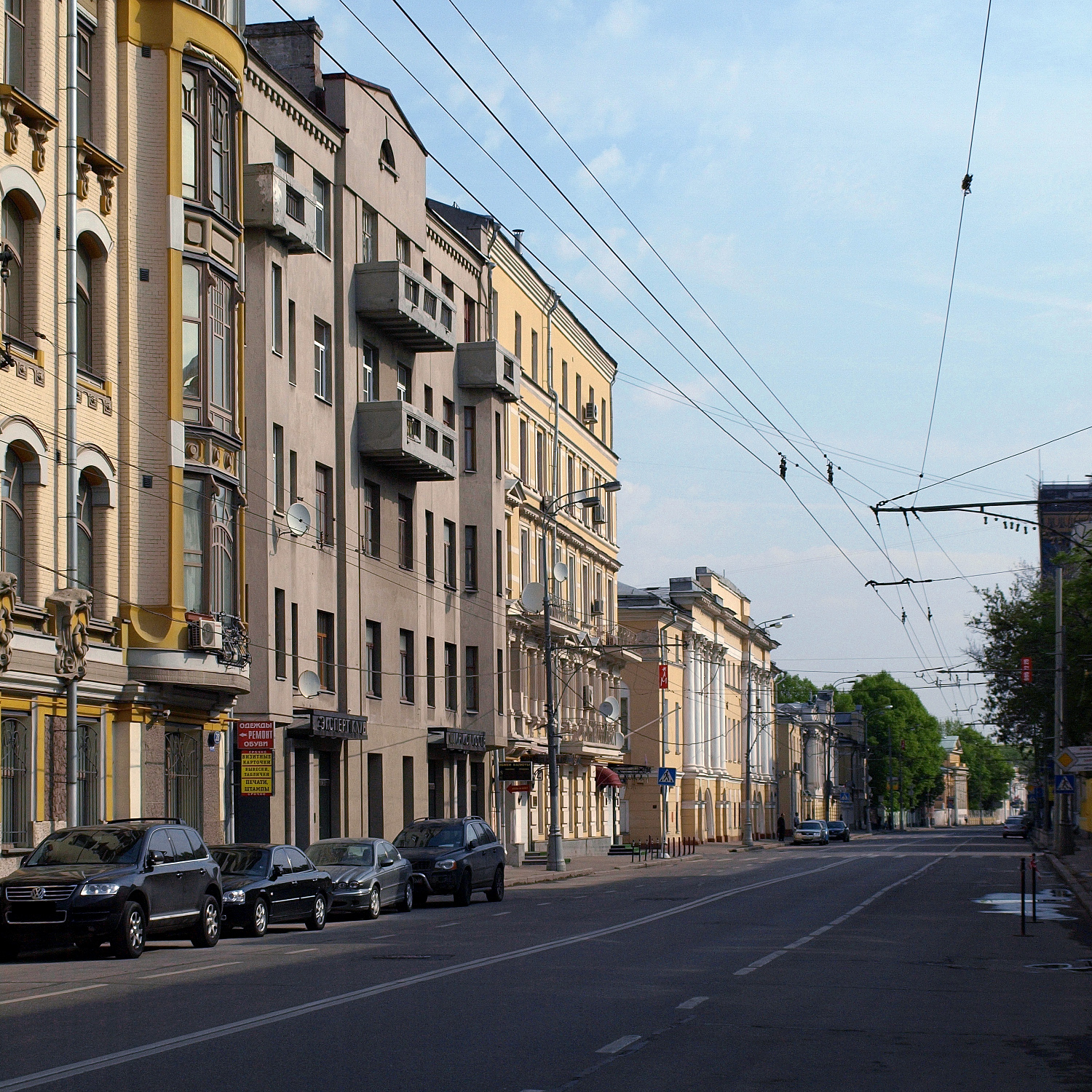
Die Pretschistenka

Die Pretschistenka, russisch Пречистенка, ist eine Straße, die im Stadtteil Chamowniki im Zentralen Verwaltungsbezirk Moskaus liegt. Sie führt vom Platz Pretschistenskije Worota zum Platz Subowskaja und liegt zwischen der Straße Ostoschenka und der Gagarinski-Gasse. Die Länge beträgt 1,125 Kilometer.

## Geschichte
Die Straße bildet eine Querverbindungsstraße vom Kreml zum Nowodewitschi-Kloster; westlich geht sie in die Große Pirogowskaja-Straße über und östlich in die jetzige Wolchonka-Straße. Die Stadtentwicklung entlang der Straße begann im letzten Drittel des 16. Jahrhunderts, als die damalige Tschertolskaja-Straße zur Opritschnina gehörte, ihr aktuelles Erscheinungsbild erhielt die Straße Ende des 17. Jahrhunderts. Ihren Namen bekam die Straße zu Ehren der Smolensker Muttergottesikone (Икона Пречистой Божьей Матери Смоленской), Pretschistaja bedeutet "von höchster Reinheit".
Im 17. Jahrhundert lebten in der Straße Strelizen, die meisten wurden nach der Niederschlagung des Zweiten Strelizenaufstands getötet oder teilweise nach Kiew geschickt. Danach verwandelte die Straße sich allmählich in eine aristokratische Wohngegend. Hier lebten Vertreter vieler Adelsgeschlechter (Bojaren), zum Beispiel aus den Häusern Wsewolschski, Lopuchin, Eropkin und andere. Jetzt tragen mehrere Gassen, die in der Nähe der Pretschistenka liegen, ihre Namen. Ihre Holzhäuser wurden nach dem Brand von 1812 durch Steingebäude ersetzt. In der zweiten Hälfte des 19. Jahrhunderts wurden auch Wohnhäuser von Geschäftsleuten errichtet (Morozow, Konschin und andere). Ein Teil der Gebäude steht heute unter Denkmalschutz.
Die Pretschistenka hatte im Laufe der Zeit verschiedene Namen: von 1524 bis 1658 Tschertolskaja, danach Pokrowskaja, Pretschistenskaja, Pretschistenka, von 1921 bis 1994 Kropotkinskaja (zu Ehren des russischen revolutionären Anarchisten Pjotr Kropotkin, der hier geboren war). Am 25. Oktober 1994 bekam die Straße wieder ihren historischen Namen Pretschistenka.

## Beschreibung
In der Straße befinden sich unter anderem:

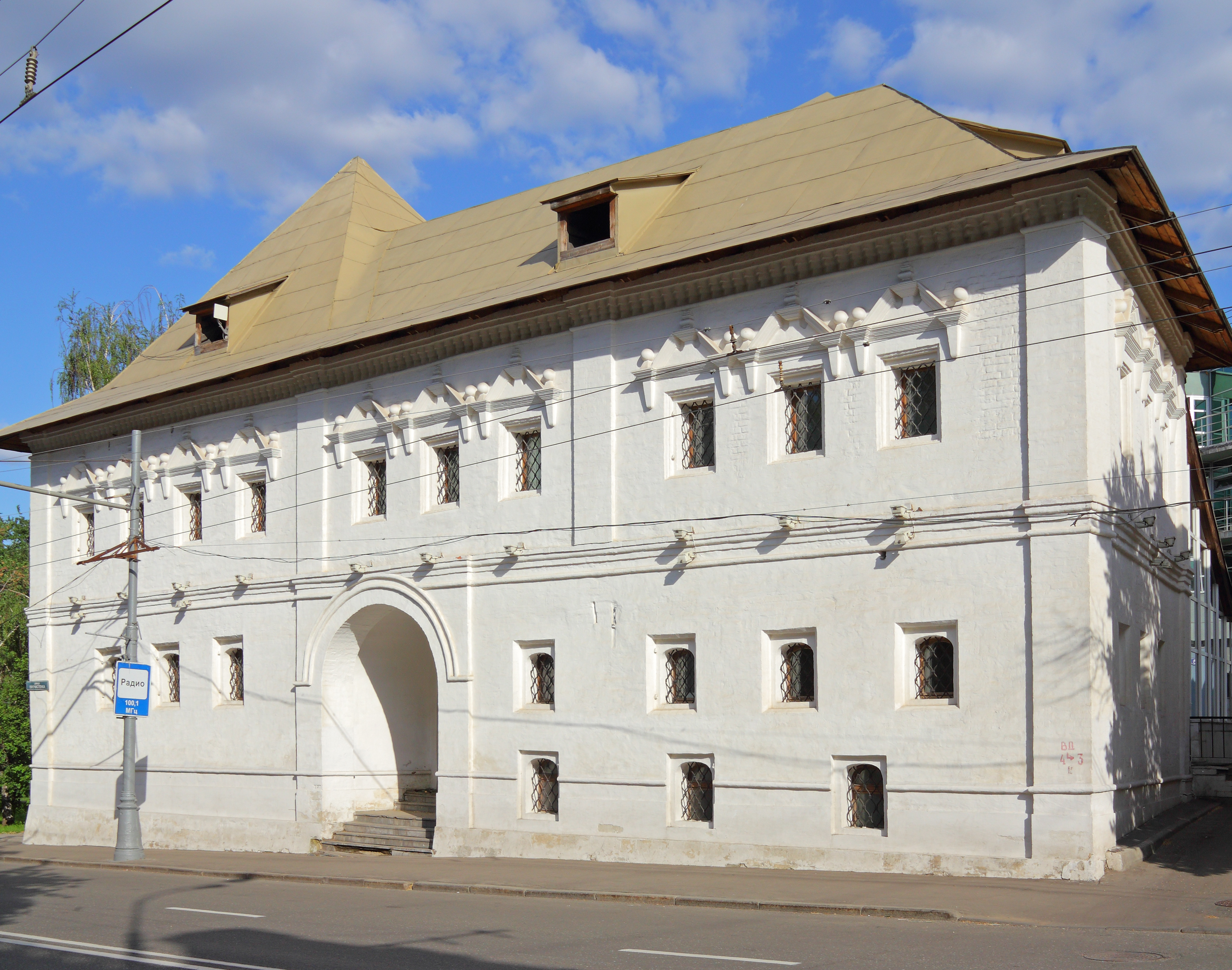
№ 1/2

- № 1/2 Prosorowsski-Palaty – Wohngebäude aus Stein für den Fürst (Knas) Boris Prosorowsski. Wurde von 1685 bis 1688 errichtet, 1712–1712 übergebaut.
- № 11 Das Lew-Tolstoi-Museum. Das Gebäude aus 1817–1822, im 1895 wurde übergebaut.
- № 13/7-1 Das Rekk-Wohngebäude (1910–1911, Architekt ist Gustaw Gelrich)
- № 12/2-1 Das Chruschtschow-Selesnjow-Herrenhaus (1814–1816), Architekt ist A. Grigirjew. Jetzt befindet sich hier das Puschkin-Museum.
- № 12/2-9 Palaty aus dem 17. Jahrhundert
- № 14 Das Matweewa-Haus (übergebautete im 1875 Palaty aus dem 17. Jahrhundert).
- № 20 Das Ermolow-Haus. Wurde von Matwei Fjodorowitsch Kasakow im 18. Jahrhundert erreicht.
- № 21/12 Das Morosow-Haus. Das Herrenhaus aus 18.–19. Jahrhunderts.
- № 22 Das Branddepot Moskau (1764, Architekt voraussichtlich ist Matwei Kasakow, danach wurde übergebaut. Jetzt gehört zum Katastrophenschutzministerium der Russischen Föderation)
- № 28 Das Isakow-Wohngebäude (wurde 1904–1906 von dem Architekten Lew Kekuschew im Jugendstil erbaut)
- № 32 Ochotnikow-Haus aus dem 18. Jahrhundert, wurde mehrmals übergebaut. 1868–1917 befand sich hier bekannte Poliwanow-Gimnasye. Hier studierten W. Solowjow, W. Brjussow, A. Aljechin, Söhne von Tolstoi, Dostojewski, Ostrowski, und viele andere.

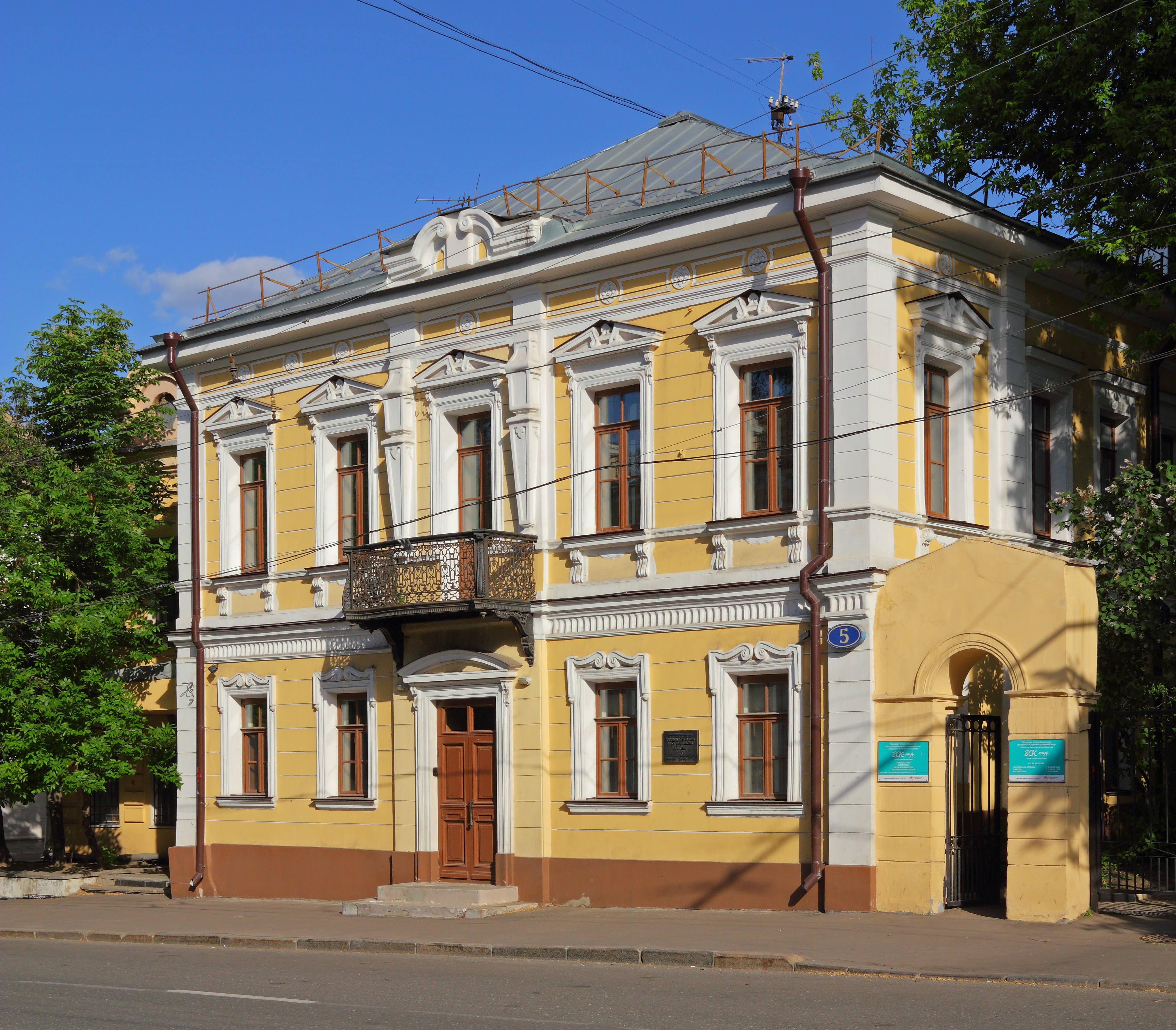
№ 5. Herrenhaus aus 18. Jahrhundert
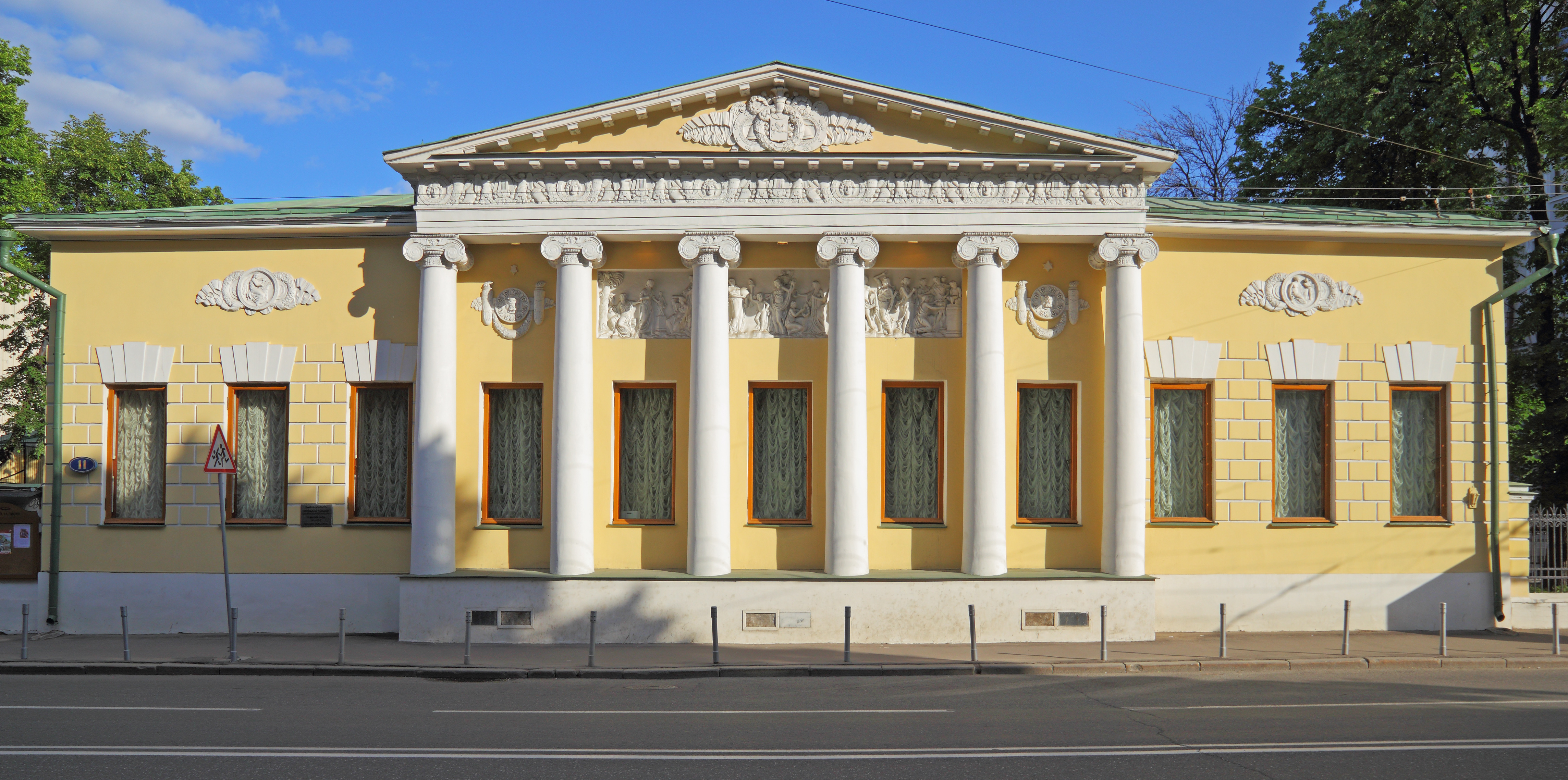
№ 11
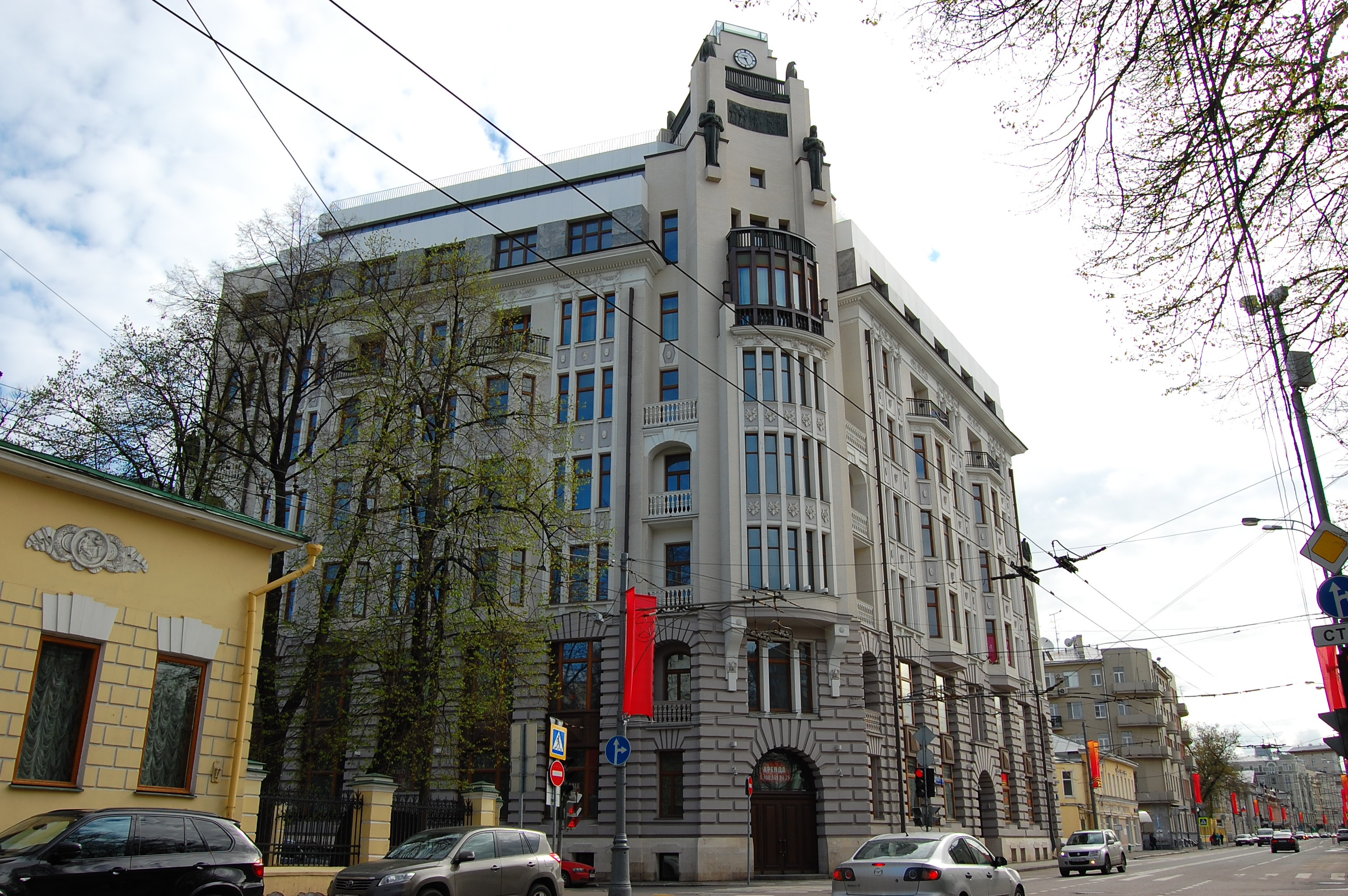
№ 13/7-1
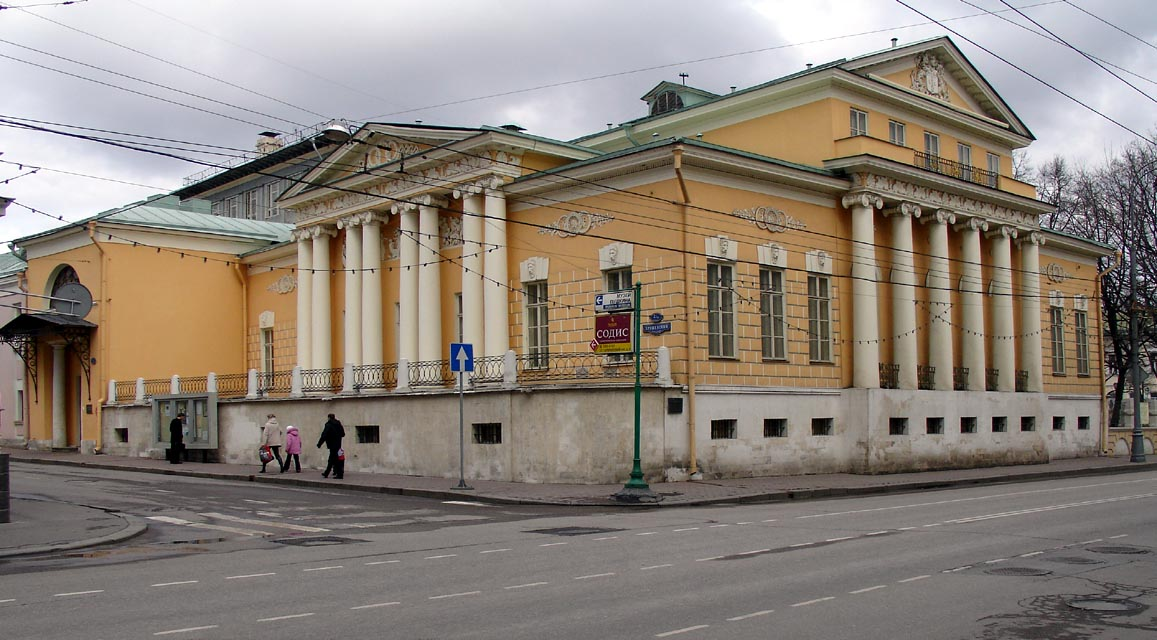
№ 12/2-1
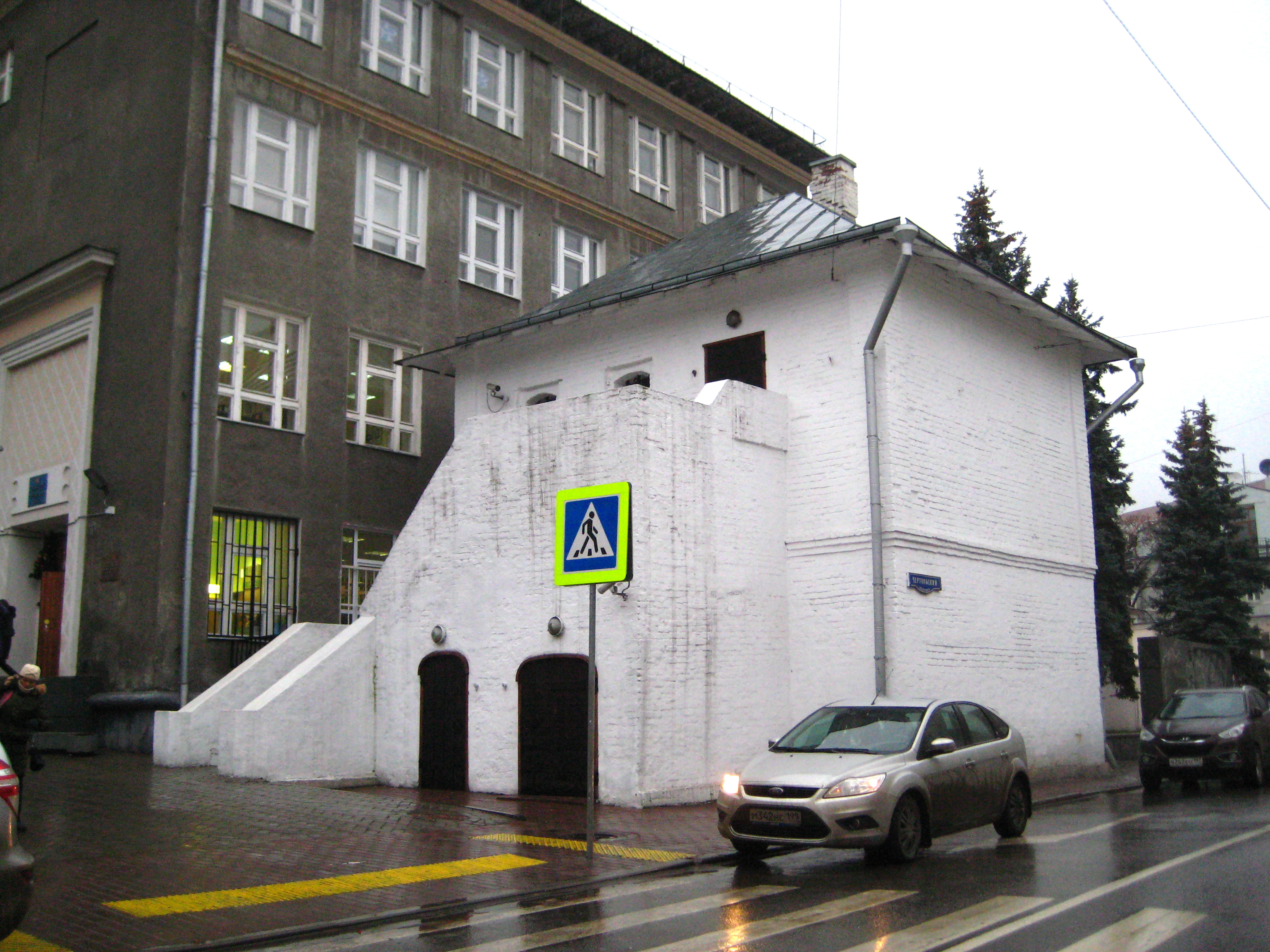
№ 12/2-9
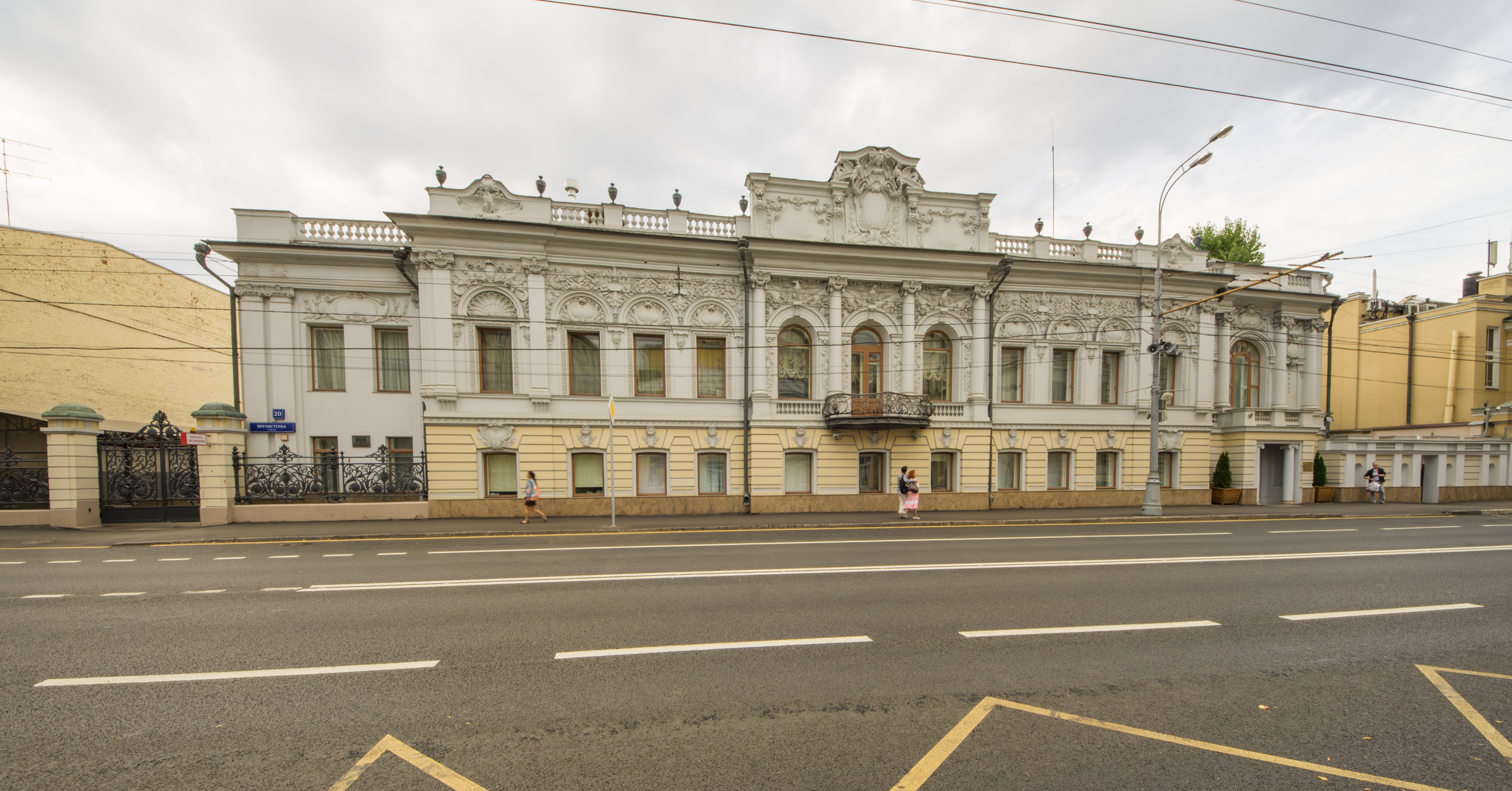
№ 20
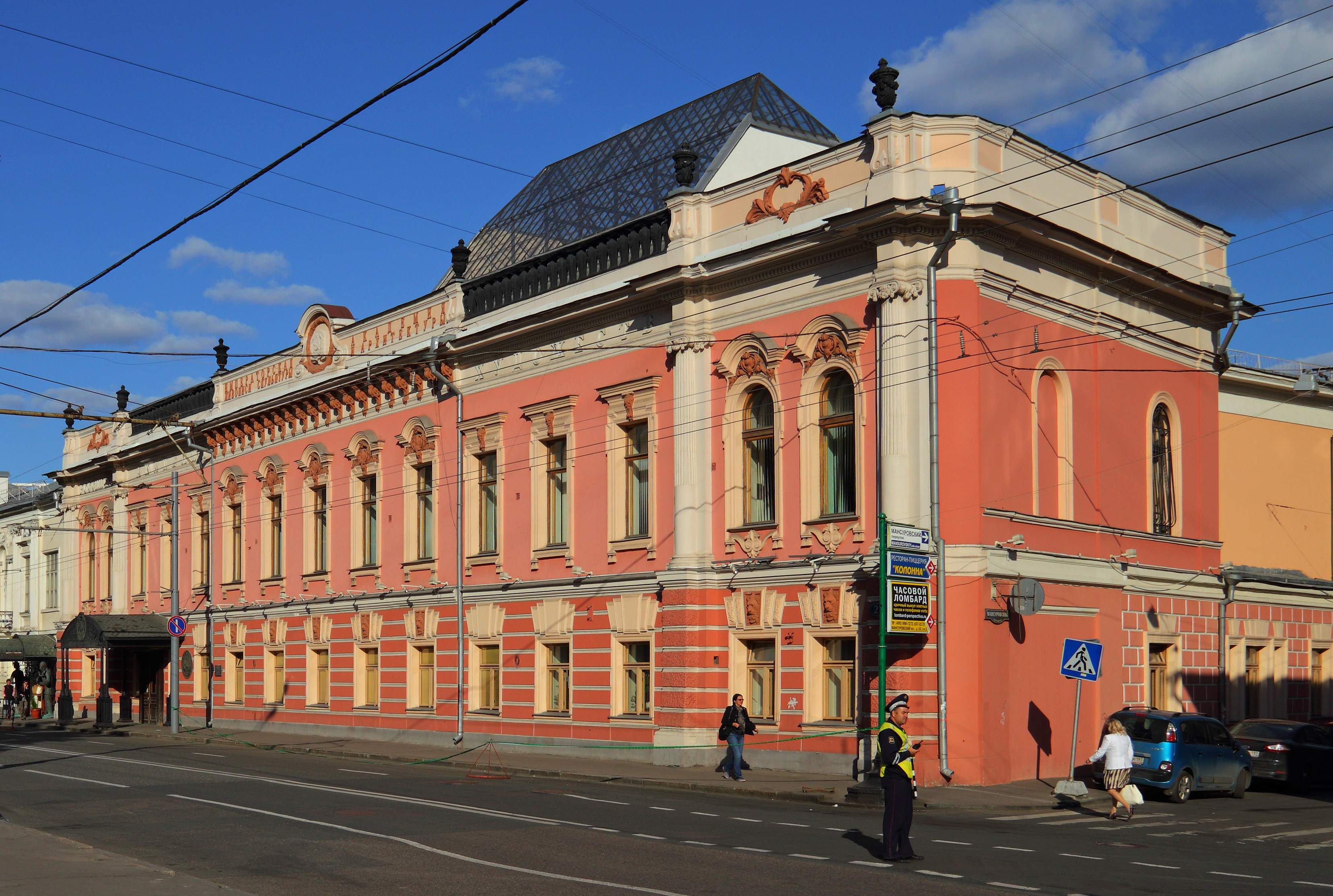
№ 21/12
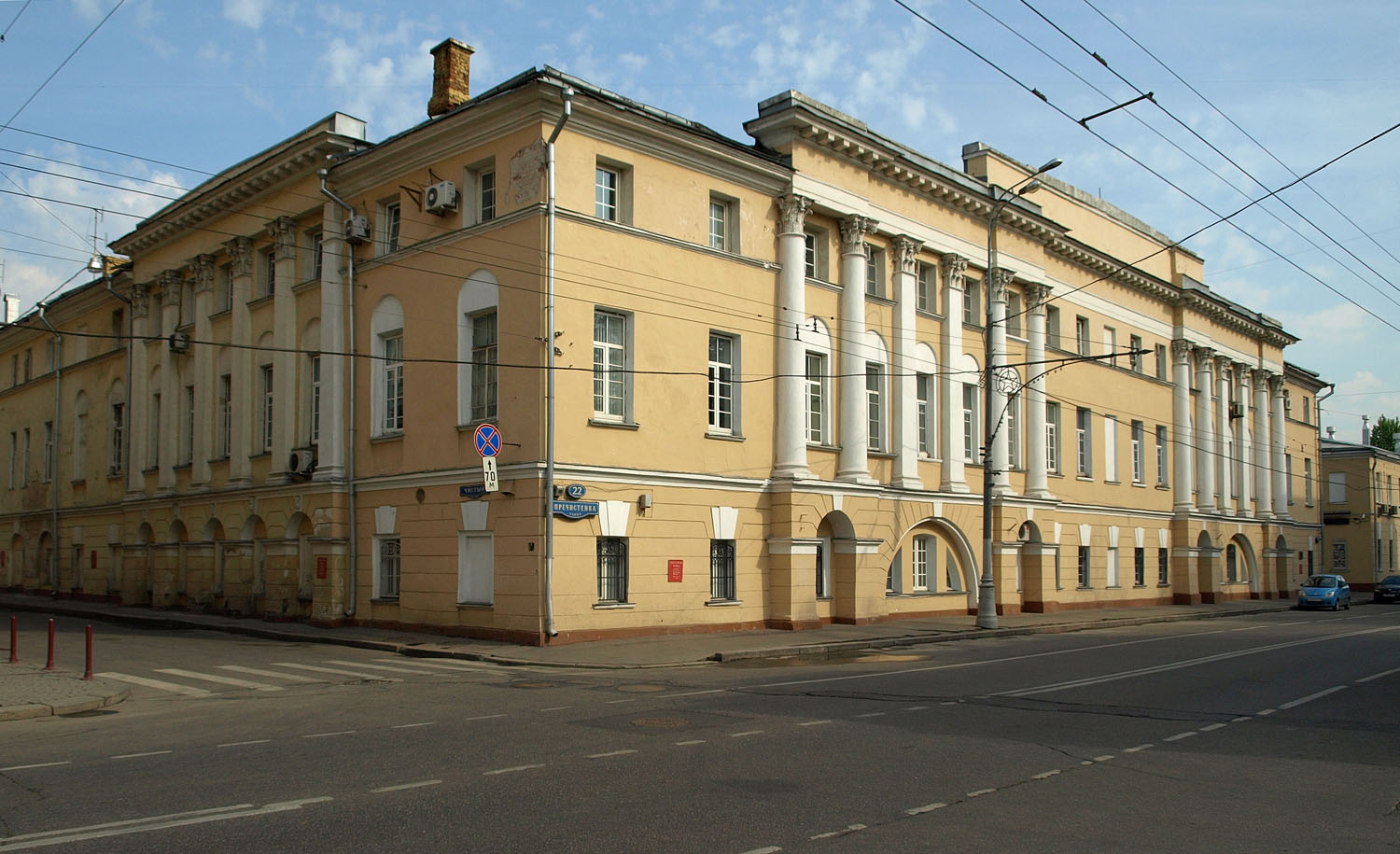
№ 22
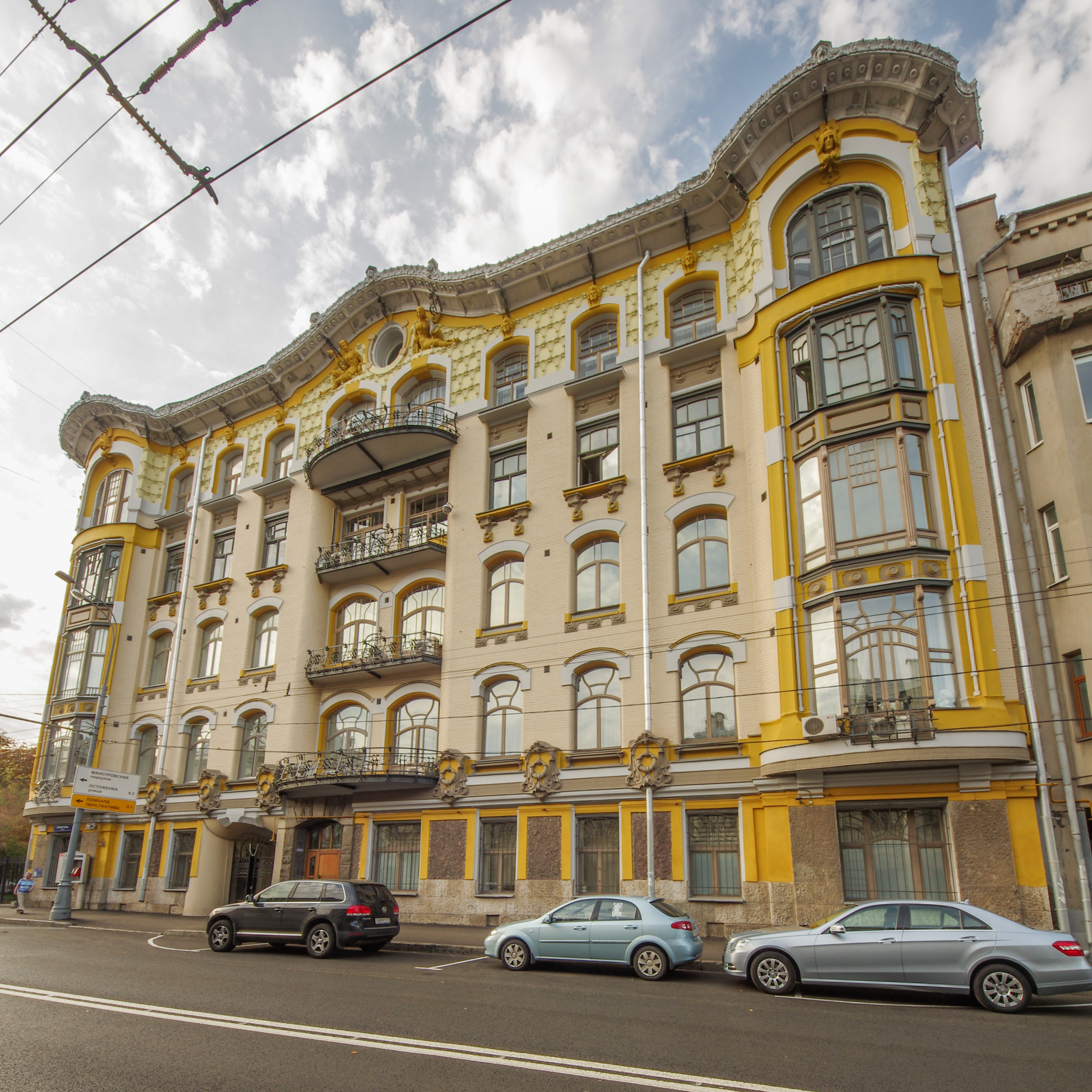
№ 28
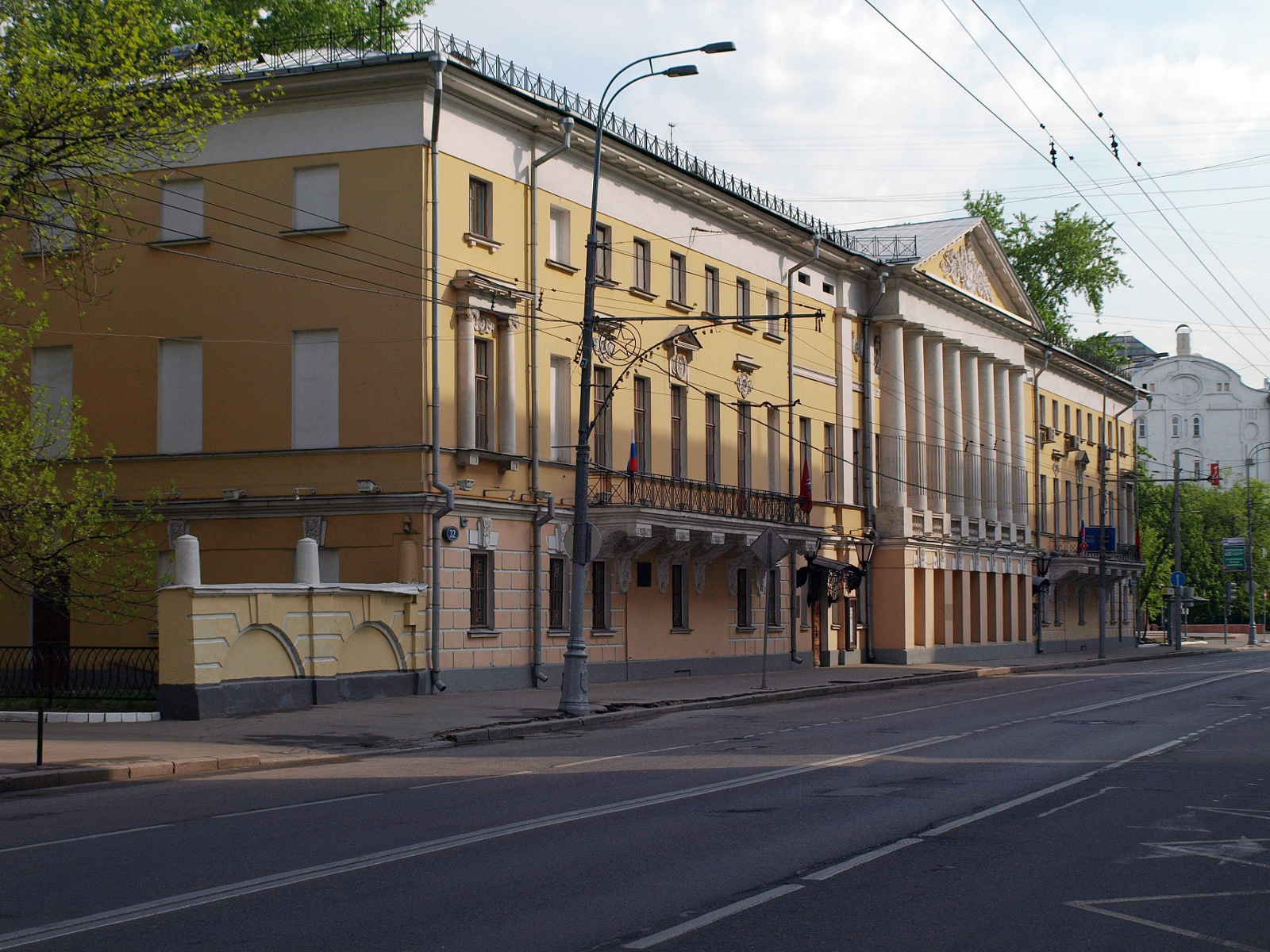
№ 32